# Jakubowo, Condado de Kwidzyn
Jakubowo /jakuˈbɔvɔ/ es un pueblo ubicado en el distrito administrativo de Gmina Prabuty, dentro del Condado de Kwidzyn, Voivodato de Pomerania, en Polonia del norte. Se encuentra aproximadamente a 9 kilómetros al noreste de Prabuty, a 25 kilómetros al este de Kwidzyn, y a 75 kilómetros al sureste de la capital regional Gdansk. Antes de 1945, el área fue parte de Alemania. 

## Población
El pueblo tiene una población de 130 habitantes.[cita requerida]